# Daan Goulooze
Daniël (Daan) Goulooze (Amsterdam, 28 april 1901 - Amsterdam, 10 september 1965) was een Nederlands communist en verzetsman. Hij was voor en tijdens de Tweede Wereldoorlog verbindingsman tussen de CPN en de Komintern in Moskou.
Daan Goulooze groeide op in een Amsterdams arbeidersgezin met zes kinderen. Hij leerde voor timmerman en scheepstekenaar, maar ging werken in de bouw. Daar werd hij actief in de anarchistische organisaties NAS (Nationaal Arbeids-Secretariaat) en SAJO (Sociaal Anarchistische Jeugd Organisatie). Hij weigerde militaire dienst en dook jarenlang onder om aan arrestatie te ontkomen.
In de jaren twintig stapte hij over op de Communistische Partij van Nederland (CPN). In 1926 reisde hij met de Communistische Jeugdbond (CJB) naar Moskou, waar de jonge Sovjet-Unie grote indruk op hem maakte. In 1930 werd hij organisatiesecretaris van de CPN en in 1934 directeur van de partij-uitgeverij Pegasus. Na de machtsovername in Duitsland door Adolf Hitler in 1933 nam Goulooze de contacten op zich met Duitse communisten, die hun werk in Nederland voortzetten. Zo werd hij in 1935 aangewezen om het contact tussen de CPN en Georgi Dimitrov, de secretaris van de Communistische Internationale (Komintern) te leggen. Goulooze bleek een kundig organisator om het internationale verkeer in stand te houden. Aan het eind van de jaren dertig opereerden onder zijn leiding vanuit Amsterdam vijf radiozenders met Moskou, met gecodeerd berichtenverkeer.
Bij het begin van de Tweede Wereldoorlog was Goulooze voorstander van een harde opstelling tegenover de Duitse bezetter, in tegenstelling tot partijleider Paul de Groot, die een afwachtende houding aannam op grond van het Hitler-Stalinpact. De Groot verdacht Goulooze ervan dat die campagne tegen hem voerde, en zelfs CPN-leden aan de bezetter had verraden. Er werd zelfs door CPN'ers een aanslag op zijn leven voorbereid. In 1942 reisde Goulooze naar Duitsland om radiocontact tussen de illegale KPD (Kommunistische Partei Deutschlands) en Moskou tot stand te brengen, maar slaagde daar niet in. De activiteiten van de Gestapo dwongen Goulooze de radio-activiteiten te stoppen. 
In 1943 werd Goulooze lid van de CPN-partijleiding onder Jan Postma, toen de bestuurders Lou Jansen en Jan Dieters waren gearresteerd en Paul de Groot zich had teruggetrokken. In 1943 werd ook de nieuwe CPN-leiding gearresteerd. Goulooze werd langdurig verhoord maar gaf zijn contacten niet prijs. Na Dolle Dinsdag (september 1944) werd hij overgebracht naar kamp Vught en daarna naar Sachsenhausen, waar hij het einde van de oorlog haalde.
Na de bevrijding hernam Paul de Groot zijn positie als partijleider van de CPN. Hij duldde Goulooze niet naast zich, en die trok zich terug op de uitgeverij De Republiek der Letteren. Op 17 juni 1948 werd hij als lid van de CPN geschorst. De gezondheid van Goulooze ging gestadig achteruit, en in 1965 overleed hij op straat door een hartaanval.